# 加藤清雄
加藤清雄（かとう せいゆう、1948年（昭和23年）12月24日 -　）は、日本の獣医学者。農学博士（東北大学）。専門は、基礎獣医学。特に反芻動物の膵外分泌調節機序や反芻動物の消化管運動調節機序を研究。福島県出身

## 来歴
1967年　福島県立相馬高等学校卒業。1972年酪農学園大学酪農学部卒業。1977年東北大学大学院農学研究科博士課程修了。「めん羊における採食量規制要因に関する実験的研究」。 同年、酪農学園大学酪農学部獣医学科助手。1978年酪農学園大学酪農学部獣医学科講師。1982年カナダ・アルバータ大学留学（～1983年）。1988年酪農学園大学酪農学部獣医学科助教授。1989年ポーランド・ワルシャワ農業大学留学（～1989年）。1992年酪農学園大学酪農学部獣医学科教授。1996年酪農学園大学獣医学部獣医学科教授。2010年酪農学園大学獣医学群教授。2014年酪農学園大学定年退職。酪農学園大学名誉教授。

## 受賞歴
- 日本畜産学会賞（1994年（平成6年））

## 主要論文
- 『反芻動物の膵外分泌』（日本畜産學會報 66巻1号, 1995年）
- 『反芻動物の消化管におけるモノカルボン酸輸送体1(MCT1)に関する研究』（栄養生理研究会報 52巻1号, 2008年）

## 駐
1. ↑  『北海道人物・人材情報リスト2004 か－と』（日外アソシエーツ編集・発行、2004年）p552
2. 1 2 3  フェイスブック
3. ↑  博論データベース
4. ↑  以上につき『北海道人物・人材情報リスト2004 か－と』（日外アソシエーツ編集・発行、2004年）p552

| スタブアイコン | サブスタブ | この項目は、まだ閲覧者の調べものの参照としては役立たない、人物に関連した書きかけの項目です。この項目を加筆・訂正などしてくださる協力者を求めています（P:人物伝/PJ:人物伝）。 |